# Бургер, Фридерике
Фридерике (Фрици) Бургер (нем. Friederike (Fritzi) Burger; 6 июня 1910, Вена — 16 февраля 1999, Бад-Гаштайн, Зальцбург) — австрийская фигуристка, двукратный серебряный призёр Олимпиад 1928 и 1932 годов, а также чемпионка Европы 1930 года.

## Карьера
Она выиграла первый в истории чемпионат Европы, на котором проводились соревнования между женщинами—одиночницами в 1930 году. В этом турнире не участвовала Соня Хени, которую впоследствии Фрици никогда не могла победить. Она была вторая после Хени на Олимпиадах 1928 и 1932 годов и на чемпионатах мира 1929 и 1932 годов.
После Олимпийских игр 1932 года Бургер закончила спортивную карьеру и переехала в Лондон, где в 1935 году вышла замуж за Синкити Нисикава (внука Кокити Микамото — японского магната в области добычи жемчуга). Она вернулась с мужем в Вену, где родила сына весной 1938 года, незадолго до аннексии Австрии нацистской Германией.
В 1990-х, живя в США, снялась в нескольких документальных фильмах по истории фигурного катания.

## Спортивные достижения
| Соревнования      | 1927 | 1928 | 1929 | 1930 | 1931 | 1932 | 1933 | 1934 |
| ----------------- | ---- | ---- | ---- | ---- | ---- | ---- | ---- | ---- |
| Зимние Олимпиады  |      | 2    |      |      |      | 2    |      |      |
| Чемпионаты мира   |      | 3    | 2    |      | 3    | 2    |      |      |
| Чемпионаты Европы |      |      |      | 1    | 2    | 2    | 3    |      |
| Чемпионат Австрии | 3    | 1    | 1    | 1    | 1    | 2    |      | 3    |